# ZONE-00
『ZONE-00』（ゾーン ゼロゼロ）は、九条キヨが連載している漫画作品。『マガジンZERO』（廃刊）、『ビーンズエース』（休刊）、『月刊ASUKA』での連載を経て、ウェブコミック配信サイトの『コミックNewtype』で連載された。
2011年5月18日にドラマCDがランティスより、2巻同時発売。第1巻「劇 - I section CHERRY」は安吾&三郎、第2巻「劇 - II section KNIGHT」は黒薔薇&千両がメインのストーリーとなっている。
2012年9月9日にドラマCD第3巻「劇-III section ANGEL」が発売。
2019年にミュージカル「満月」と「月食」が公演。下記の#ミュージカルを参照。

## ストーリー
魔物と人間は長い争いを経たのち、「和解」という形をとり、現在まで平静を保っていた。しかし、東京では『ZONE-00』という謎の薬によって異常な魔物が増えつつあった。それを退治するため、凶祓いの一族の当主・志萬安吾は上京するが、転校先の学校で出会った少年・九浄三郎との出会いにより、500年の時を越えた戦争に巻き込まれていく。

## 登場人物
声はドラマCDの担当声優。演はミュージカルの担当俳優。

### 人間たち
志萬安吾（しま あんご）
声 - 福山潤 / 演 - 與座亘
身長168cm、体重50kg、A型。髪は金髪。眼は碧眼で、つり眉のつり眼。趣味は、読書・野球観戦。
主人公。京都から三郎のクラスに転校してきた。ドイツ人の母親を持つハーフ。首の後ろに志萬家の家紋である青い星の刺青。
凶祓い（エクソシスト）の一族・志萬家の当主。最初は逢魔時を過ぎると写楽・花房と共に魔物（モノノケ）狩りをしていた。
頭脳明晰で冷静沈着。だが、魔物たちと行動を共にするようになってからは完全なツッコミ役・いじられ役に。童貞呼ばわりされるなど、たまにひどい扱いを受けている。弁天とは犬猿の仲で、ことあるごとにケンカ腰になる。野球経験者らしいが友人を巻き込んだ事件があったようで、現在は退き、そこに触れられることも避けたがる。三郎のことは当初は鬱陶しがっていたが、後に良くも悪くも親友になる。
自分に過保護な写楽と花房のことは鬱陶しく思いつつも大切に思っており、二人が大破した時は雲母に冷たい言葉を放ちながらも、独り静かに涙を流していた。
扱う拳銃はワルサーで、魔物の命を一撃で奪う。500年前に鬼の首を落とした「清姫」という刀も伝わっている。しかし、これを扱うと鬼のような力を得る代わり、心身に大きな負担がかかる。志萬家に鬼の血が薄く流れているからゆえこの刀は使えるのだが、彼はまだまだ未熟なため、長期戦は過酷なものとなる。さらに志萬家の中でも特に鬼の血が強いため、下手をすれば身体に流れる「鬼」に呑まれてしまう可能性がある。
ときどき、魔物退治と普通の学生としての二重生活に疲労している節があり、特に三郎に関しては、その正体と因縁を聞き、彼との友情と、いずれ殺さなければならないという感情の間で揺れ動いている。さらに雲母から指摘を受けた事で、自分が志萬家のものとして生まれた理由について思い悩むようになるが、激しくなる戦いの中で自分なりの「覚悟」と「理由」を見出していく。
写楽と花房がいなくなった当初は、坊ちゃん気質だったことが災いして家事能力が全く無かったため四苦八苦していたが、ネットで調べたりしていくうちに果物を切ったりパンケーキを作るぐらいの事なら出来るようになった。
九浄三郎（くじょう さぶろう）
声 - 梶裕貴 / 演 - 澤田征士郎
身長165cm、体重50kg、B型。髪は赤毛。眼は色素の薄い大きなキラキラタレ目。趣味は、かくれんぼ・昆虫観察。
杉並区立中学に通う中学2年生。サッカー部に所属している。口癖は「神秘」。母親とマンションに二人暮らしで、仕事で忙しい母に変わって家事全般を引き受けており、料理もかなりの腕前。
驚くほどのハイテンションで周囲を巻き込む元気な少年。安吾と真夜子の転校初日、HR前にかくれんぼをしたまま通気口で眠り行方不明になったところを安吾に発見され、そのまま安吾になついてしまう。「ゴビ」という店が気に入っていて、よく通っている様子。
実は体に伝説の魔物「悪鬼」浄阿弥が封じられており、浄阿弥と同じく首を切られて死ぬと、浄阿弥が「黄泉還」り、背中に浄阿弥のトレードマークである牡丹の刺青が鮮やかに現れる。
しかしながら別の鬼「太郎」という鬼も彼の体を乗っ取ることがあり、案じた魔王の手によってへそに封印をほどこされる。
あまり深く物事を考えない割に、直感に優れ、物事の要点をついた質問をする。また、何度も死んで生き返ること自体にも疑問を感じており、一連の悩みを語れる安吾に対して積極的に自己開示している。
雲母・ヴィクトリア・フォン・フランケンシュタイン（きらら - ）
身長168cm、47kg、16歳、AB型。趣味は、チェス・シガー・乗馬。
右首筋にフランケンシュタイン家の家紋である蝶の刺青。宝の持ち腐れなGカップ。雲母とは日本語としての名前でミドルネームに近い。
ドイツ人の少女。斬輪具人形技術者で安吾の花嫁候補でもあり、自らが作った遮那王（鈍）を強化するために来日した。かなりの近眼であり、作業中は眼鏡をかけている。
「怪物」(斬輪具人形）を作る家に生まれた責任を背負って生きる決意をしており、魔物たち（特に技術者でもある白狐）に憧れている。対して、志萬家に生まれたことを憂いていた安吾に対しては厳しく接し、その後ライバルとなる。しかし、満月の決戦の一件から安吾なりの志萬家の「誇り」と「覚悟」、そして三郎の「人柄」に触れたことで自分が内心安吾を羨んでいた事と､「人間」であるが故に持ち合わせている至らなさに気が付き、改めて協力することを告げる。
来日当初は日本語が喋れなかったが、来日数日で関西弁をマスターした。髪が短いこと以外は500年前の志萬家の花嫁・夢の生き写しのような容姿をしている。
幼少期からフランケンシュタイン家の技術と力量を徹底的に磨くため、親族と人形以外は一切誰とも関わらずに育てられたお嬢様気質のため安吾以上に家事能力が無く、篠丸がいない間自室は散らかり放題だった上に食事はサプリメントに頼りっぱなしだった為、見かねた白狐がお弁当を差し入れた。
志萬安周（しま やすちか）
安吾の父親で先代当主。安吾と同じく、金の髪に青い目をしている。刺青は手首｡「清姫」を安吾に譲ってしまったため、変わりにライフルを常備している。
安吾くらいの年の頃は襟足が長い髪に短ランの不良少年で、当時から煙草を吸っていた。安吾にはあくまで厳しい態度をとるが、実は子煩悩。満月の決戦の最中真珠郎の襲撃に遭い、意識不明の重体に陥る。
九浄仁子（くじょう じんこ）
声 - 千葉紗子
三郎の母親。三郎と同じ、赤い髪をした美女。32歳、しし座、O型。口癖も三郎同様、「神秘」。出版社に勤務しており、かつて安吾の母、馨子の担当をしていた。その縁で互いの子供達が幼少期の頃に一度会っている。息子の三郎に外見だけでなく性格も似ている。
安吾や三郎が抱える『秘密』に関しては今のところ全く知らないが、薄々何か感づいている様子。
志萬馨子（しま かおりこ）
安吾の母親でドイツ人。絵本作家。薬指に黒子がある。作中では故人。かつて「ちいさなてんしとちいさなおに」という絵本を書いていた。
夢（ゆめ）
500年前の志萬家の花嫁。フランケンシュタイン家の出身。
清阿弥にとってのファム・ファタール（運命の女）。彼との間に赤い髪と金の髪の双子を成し、命を落とす。この一件が元でフランケンシュタイン家は双子の出生が禁忌となり、万が一生まれた場合、片方は否応なしに斬輪具人形の材料となってしまう。
比喩か実際にそうだったかは不明だが、その生き様から人間の皮を着た魔女と呼ばれている。
夢というのは日本語としての名で、本名はエリザベート。

### 斬輪具人形（キリングドール）
写楽（しゃらく）
声 - 中田譲治
身長210cm、体重110kg。
両腕の親指の付け根から､「諸行無常 是行滅法」「生滅滅己 寂滅為楽」の刺青。
志萬家に仕える執事ロボット「斬輪具人形SMR型“写楽”」。花房と共に志萬の補佐にあたっている。
ロボットながら花房とは対照的に仁義に厚く、安吾に対しては過保護ともいえる態度を示す。鈍（=遮那王）は同型機（人間で言えば息子）。
志萬家の過去の業のために、14歳にして戦わなければならない安吾の身の上を嘆く場面も。
花房と同じく、月彦に一番重要な脳の部位を破壊されてしまい死亡するが、白狐の手により復活する。
花房（はなぶさ）
声 - 島本須美
身長170cm、体重52kg。
尾骨のあたりに紫の星の刺青。
志萬家に仕えるメイドロボット「斬輪具人形DMQ型“花房”（キリングドール ドミニクタイプ-）」。写楽と共に安吾の補佐にあたっている。
写楽よりも古くから志萬家に仕えているらしい。普段は少々セクシーなメイド服を着用している（中盤からは普通に戻る）が､「任務」時はさらに露出度の高いシスター服を着ている。三郎が遊びに来た際にはロケットパンチで出迎えた。
写楽よりも厳格で規律を重んじ、ロボットらしく感傷を不要と切って捨てるが、それでも安吾が秩父に乗り込んだ際にはわずかながら安吾を案じる様子を伺わせた。
パトロール中、朧児の手により機能停止＝死亡したが、白狐の手により復活する。
鈍（なまくら）
声 - 齋藤彩夏
身長110cm、体重20kg。趣味は、ブロック遊び・特撮ヒーロー。
「ゴビ」のお手伝い兼子供服のモデル。時には「弁天」で給仕もしており、白狐や弁天には実の息子のように可愛がられている。本人的には白狐＝パパ、弁天＝ママ。九浄をお兄ちゃんのように慕う。街では人間にも魔物にも可愛いと大人気。
頭のネジが示す通り正体はロボット「斬輪具人形SMR型“遮那王”（キリングドール　サムライタイプ“シャナオウ”）」。これが締まると武士モードに入るが、普段は少しゆるめてあり、メンテナンスは白狐がしている。雲母により強化改造が施されてからは「若武者モード」機能が付き、歌舞伎役者の格好をした青年姿になる。
篠丸（しのまる）
雲母と共に来日した斬輪具人形。素体は雲母の7代前のヒルデガンド・フォン・フランケンシュタインの生んだ、ヴォルフガングの双子の弟。
元々は普通のメイド人形だった様だが、雲母によって戦闘用に改造された。朧児と遭遇し破壊されるものの、白狐によって復活する。
藤丸（ふじまる）
安周が連れていた斬輪具人形。主にもズケズケとものを言う。真珠郎によって安周と共に破壊され、目下白狐の元で修復中。

### 味方側の魔物（モノノケ）

#### 四巨頭
白狐（びゃっこ）
声 - 石田彰
身長173cm、体重50kg。髪は薄紫色。眼は青。趣味は、散策など。右腕に胡蝶、左腕と背中に青い炎の刺青。
「ゴビ」の店長。道楽気分で服や雑貨を作っているが、ユルさが功を成してか街では「ゴビラー」が増えている。子供服が可愛いらしい。手先は器用で「ゴビ」物は全て手作り。他にも料理が得意だったり、似顔絵の上手さは叢雲も舌を巻くほど。ひょうひょうとしている仙人のような人物。
正体はかつて浄阿弥と共に名を馳せた伝説の九尾の狐・紺之介だが、浄阿弥の死と共に隠居している。
魔界の光源氏とも言われたほどの好色さだったらしく、500年前の志摩家の花嫁・夢に対しても思うところがあった様子。また、容姿が酷似している雲母もからかいの対象である。
写楽と花房を作り出したのも彼で、人の手では直せないほどに大破した斬輪具人形達を修理してしまうなどかなりの技術力を持つ。
上記の通り浄阿弥とは相棒かつ親友のような間柄だが､「太郎」の言動と夢との一件からそれだけでは無いような描写がある。
叢雲（むらくも）
声 - 大塚明夫
身長193cm、体重95kg。髪と眼の色は、銀色。趣味は、サウナ・峠攻め。
背中に満月と兎を抱いた美人画の刺青。
警察署刑事課に勤める魔物の警官。肩に桜吹雪の刺青が入っているなど、外見は完全にヤクザ。多くの魔物から兄貴分として慕われるほか、非常に女性にモテるらしく、親衛隊が存在する。
かつて浄阿弥や紺之介、弁天と共に「四巨頭」として名を馳せた魔物で、犬神フェンリル。魔物の姿は安吾を背中に乗せることができる、馬ほどのサイズの銀狼。冷気を自在に操る「冬の王」。属性は水。万一の戦争に備えて、弁天に水の使い方を教えていた。
毘沙門によると過去に魔女と因縁がある様子で、その指摘通り、大昔北の魔女鈴子にかくまわれていた過去がある。好きな女性のタイプも「美人で男勝りの髪が短い女」。ただし、鈴子とはあくまで深い信頼関係であって、男女の関係ではなかったと断言している。しかし、鈴子を守れなかった事への罪悪感に人知れず苛まれている。毘沙門たち「ZONE-00」推進派の逮捕に燃えている。
弁天（べんてん）
声 - 朴璐美 / 演 - 荒一陽
身長173cm、体重48kg。髪はシャンパンゴールド。眼は、二重瞼のブルー。趣味は、昼寝・マッサージ・旅行。左二の腕に大蛸、背中にハエジゴクの刺青。
「ゴビ」の上に店を構える「居酒屋弁天」の店長。魔物に有料で情報を提供する情報屋でもある。超美脚で細身、ピンヒールを履いたりするが男。雄の臭いが全くしないらしく、かつては性別を知らなかった黒薔薇も手を出しかけたことがある。蛍も初めは女と思い込んでいて「姐さん」と呼んでいた。この容姿のおかげで店は大繁盛している。
気性は荒く、安吾とは犬猿の仲。幼名は菊緒（きくお）で、兄・毘沙門からは未だにこの名前で呼ばれる。ヤタガラス三兄弟の真ん中。叢雲や紺之介、浄阿弥とは旧知の仲。叢雲とはマブダチらしい。
600年前､「審判の日」において、南の魔女・砂羅を殺された怒りから、志萬家を滅ぼしかけ、その処罰として兄・毘沙門から天狗の総本山・鞍馬山から追放された。
天狗の天敵である蛟「乙姫」流那を母に持つ混血。その為ヤタガラスを含む天狗の属性である風（ヴァーユ）と、蛟の属性である水が使える。純血でないため、目が水色であり、金色の目を持つはずのヤタガラスとしては「できそこない」とされ、幼少の頃は迫害を受けていた。
毘沙門の弟なだけあって医療知識にも多少心得があり、真珠郎の襲撃を受けた叢雲の手当てをしている。
三輪山（みわやま）
声 - 遊佐浩二
身長182cm、体重68kg。髪は黒の七三分け。陰険そうな糸目の奥には暗闇にも赤く光る瞳。趣味はメガネ集め。
左手中指から肩にかけて雄牛の首を吊った鎖に巻きつくミッドガルド、右二の腕にリンゴの刺青。
古くから社会治安を見守りつづけてきた叢雲警部の万年補佐役の警部補。冷静沈着かつ知性派だが、密かに陰険。
叢雲・白狐・弁天・浄阿弥とは500年以上の付き合い。魔物たちの中でも常識を重んじる事務的なインテリ派魔物。
叢雲を尊敬していて、同棲中の恋人のサキュバスより叢雲を優先したり、叢雲の親衛隊に補佐役であることを自慢したりもする。金髪が好き。
現「四巨頭」の龍神・ミッドガルド。地（ヒリティヴィ）の力を持つ白蛇で、地震を考慮して普段は手を抜いているが、本気を出せば日本を沈没させられるらしい。が、本人は浄阿弥のポストは重過ぎるといって、四巨頭の座を辞退している。
メガネキャラであることに誇りを持っており、惰性でメガネキャラな安吾を快く思っていない。メガネコレクションは軽く3000を超えるという。メガネは顔の一部との事。弁天に対してはいらない一言をいうせいで、よく殴られている。
かつては泪子と同様、魔物（モノノケ）の自覚がないまま人間達と共に育っており、その見えすぎる眼を恐れられて潰され、山沿いのとある小さな村の神社に幽閉されていた事がある。

#### 魔女と使い魔
沖野真夜子（おきの まよこ）
声 - 沢城みゆき
身長160cm、体重46kg。 髪は濡羽色のロング。眼は琥珀色。趣味は、温泉・おりがみ。
ノーブラIカップで下腹と背中に蓮の刺青。
安吾とともに三郎のクラスに転校してきた美少女。口調は「〜じゃ」などのいわゆる殿語。愛猫はコバン。
西の魔女として昔から西日本に君臨してきたが、訳あって上京。現在はデッキブラシにまたがり、コバンとともに東京上空のパトロールをしている。象徴花は蓮で、外見イメージはかぐや姫。
冷静な性格だが、千両に対しては深い愛情を見せる。水神の沼から千両のみを拾ったことを悔いている様子で（「妾の子は千両1人で十分じゃ」）、弁天に月彦を殺すように頼んだ。使い魔に対する姿勢の違いにより、姫とは意見が合わない場合も多い。
かつて母・小夜子の使い魔と恋に落ちて子を身籠り、逆恨みした母に殺されそうになるが、使い魔が自責に駆られて無理心中し、結果肉親と恋人両方を失った過去がある。その為「魔女の掟」の意を承知していながら心の底では千両を失う事を恐れており、月彦の本懐に気付いた後は後追いを目論んでいた。しかし、後にこの行動が大殿の目に留まり、かえって千両を窮地に追いやってしまう。
名前や外見の元ネタは『魔女の宅急便』より。
千両（せんりょう）
声 - 鈴村健一 / 演 - 田中晃平
身長182cm、体重73kg。髪はコスモス色。眼は、左が紫紺・右が金。趣味は、筋トレ。
背中と左腕に蓮、下腹に陰陽、手首にダブルハピネス、左手に「千客万来」の刺青。
真夜子の愛猫・コバンの真の姿で、真夜子の使い魔。猫又。
性格は陽気で、典型的O型のおおざっぱさがあるらしい。時にうざい。
髭1本残さず黒い猫だったため、生まれた村で不吉と忌み嫌われて、水神のいるという沼に捨てられたところを、真夜子に拾われ、以後彼女と行動を共にしている。
長寿を得るために金華山に住む化け猫を食べ、魔物になった「成功例」。捨てられた水神の沼で水（ヴァルナ）の力を得た。
真夜子とは使い魔であると同時に恋人同士でもあり、誰よりも大切な存在。
性に奔放すぎる面々がそろう中で、そこそこ貞操観念があるほうである。
同じ境遇の月彦に対しては罪悪感や不気味さに加え、会話が成立しないもどかしさ、真夜子が狙われるかもしれないという不安を抱えている。しかし、このどっちつかずとも取れる行動が後にトラウマを抱える真夜子の不安を煽ってしまい、窮地に立たされる結果をもたらす。
白百合姫（しらゆり ひめ）
声 - 竹達彩奈
身長155cm、体重43kg。髪はブロンド。眼はエメラルドグリーン。趣味は、お茶会・毒薬作り。
癒し系Iカップで舌とお尻に百合の刺青。
東日本を守ってきた魔人の一族・白百合家の王女で東の魔女。現在は上京後、真夜子と活動を共にしている。象徴花は百合で、外見イメージはいばら姫。
メガネっ子の美少女。名前の通りお姫様な容姿・性格をしており、ステッキやコンパクトなどファンシーなものを愛用。
超お嬢様中学・湖凛女学院に通っていたが、途中から三郎のクラスに転校してくる。愛犬はドーベルマンのクロベエ。
大殿という兄がいる。過去に自身の使い魔の憐児の兄にして、敵対する黒薔薇家の朧児と恋仲にあったようだが、現在は破局している。ただしお互いに愛憎半ばで執着しあっている。
自分の役割に対してどこか諦観しており、自らを取り巻く環境にたいして微笑んで受け入れている。
かつて幽閉されていた憐児を助け出そうとした際、右肩と右眼に重傷を負った為義眼と義手を付けており、眼鏡はそれを隠すためのカモフラージュ。
黒薔薇（くろばら）
声 - 森川智之、幼少期 - 南央美 / 演 - 森下竣平
身長188cm、体重78kg、A型。髪は漆黒。眼は切れ長の隻眼で青（右側は銀色）。趣味は、チェス・狩り（ナンパ）。
全身にトライバル、両肩に白い百合の刺青。背中には薔薇卍。右目を眼帯で塞いでいるが、見えない訳ではない。当人曰く､「姫がかつての恋人（朧児）の面影を見出さない為」らしいが真偽は不明。
姫の愛犬・クロベエの真の姿で、姫の使い魔。本名は黒薔薇憐児（くろばら れんじ）。
浮気性でよくナンパしたりしているが、姫に心の底から惚れていて、頭が上がらない。阿部寛ボイス。
かつて魔王両家として白百合家と共に隆盛を極めた一家・黒薔薇家の生まれだが、一家は白百合家に滅ぼされた。それ以来黒薔薇自身も百合家に付き従っている。オッドアイという奇形のために一族に迫害されており、下記する兄共々幽閉に近い形にあった様子。白百合家家臣の娘との間に生まれたとされている。
双子の兄朧児がおり、ゆがんだ愛情を向けられていたが、姫の介入で関係は大きく変わっていく。そして、満月の決戦にてあの時の出来事何もかもを思い出し、同時に朧児の本懐を知り全てを受け入れ、塞いでいた右目を失い本当の隻眼になりながらも彼を倒す。
家が滅ぼされた騒動の際、朧児から奪った左手は剣や爆弾など様々な形状になる。属性は火（アグニ）の力を持つ。

#### その他の魔物（モノノケ）
三峯署（みつみねしょ）
秩父市某署勤務の婦警3人衆。日本の狼の聖地・三峯をまとめる女狼にして、四巨頭の一人・叢雲の忠実なる部下および叢雲親衛隊代表。台詞等のシンクロ率も抜群のMURAKUMO-CANDIESである。
幹（みき）
身長162cm、体重48kg。Gカップ。
男勝りな性格で、小麦色の肌の女性。髪はショート。かつてはレディース狼であり、口調もそれらしい。叢雲との出会いにより半歩下がって尽くす女に。
嵐（らん）
身長165cm、体重48kg。美乳Eカップ。
バブリーかつセクシーな女性。かつては男遊びの絶えない毒婦狼だったが、叢雲との出会いにより叢雲一筋に。
蘇（すー）
身長151cm、体重35kg。Aカップ。
甘ロリ妹系のかわいらしい女性。ツインテール。叢雲との出会いにより毛の濃い屈強な兄貴しか認めないワガママ娘に。
風純（かぜ じゅん）
声 - 浅川悠
身長175cm、体重57kg。髪は銀色。眼は、涙色。趣味は、料理。
右手に車輪と黄色のバラの刺青（弟と対になっている）。Hカップ。
叢雲に拾われた「呪いの双子ハーレー」。風螢の姉。北海道富良野市出身。安吾に呪いを解かれた後は荒円寺に留まっている。
姉弟で一台のスポーツカーをはじめ、ヘリやクルーザーになるなど、様々な変形合体ができる。服装はメタリックシルバーの短髪にライダースーツ。叢雲の家に『通い妻』していた時はノースリーブのトップスにミニスカと網タイツの格好。
黒薔薇家直属の錬金魔術師、落花の元で生まれた「造られた魔物」。黒薔薇家に飼い殺しにされた挙句に潰された風一族の末裔。
家事が得意で、料理はそのままお店に出せそうなほどの腕前。面倒見のいい姉という感じの性格で、作者いわく、作品中で最も女の子らしい。叢雲のことが好きで、白狐に正面きって彼のことを口に出されたときには、思わず赤面してしまうほど純情。北の魔女との一件を聞いたときも一時的にショックで落ち込んでいた。だが、助けられた恩義もあり、側に居られないなら身代わり位にはなりたいと思うようになる。
風螢（かぜ ほたる）
声 - 櫻井孝宏
身長180cm、体重70kg。眼は、涙色。趣味は、まんきつ。
左手に車輪と黄色のバラの刺青（姉と対になっている）。
風純の双子の弟。黒薔薇家直属の錬金魔術師、落花の元で生まれた「造られた魔物」。黒薔薇家に飼い殺しにされた挙句に潰された風一族の末裔。かつては「朧車13号（ドライツェーンテンス）」と呼ばれていた。
外見・服装ともに姉に良く似ている美青年だが、あまり表情が変わらない。
周りが呆れるほどの足フェチで、足の形がいい弁天に惚れていた。弁天が男と分かってからは失恋旅行に出かけたり、書き置きにはバイトの日には帰ると記していたり、ある意味では姉同様純粋であり天然。
秩父で妙と一戦を交えてからは、妙に恋をした様子。だが、彼女の足が太いのをものすごく気にしている。満月の決戦では彼女を誰かに倒されるくらいなら自分がやるという思いから一人妙の元へ突入。相打ちとなる。
桐壺（きりつぼ）
身長165cm、48kg。右腕に亀、左腕に鶴、左乳房に雀蜂、背中に牡丹と剣、腰に九曜星の刺青。奔放Gカップ。
浄阿弥の昔の女。流れ者の彫師であり、浄阿弥や四巨頭も含め魔物の分身は全て桐壺の手によるもの。
占いにも長けているが、全ての物事において立場は中立を尊ぶ。
浄阿弥と恋仲にあったことを匂わせている。また完全な肉食で、紺之介や弁天、憐児など多くの男性と関係をもっている（千両は真夜子がいるからと拒否）。
乙星（おとほし）
魔王眷属の孤高種族、天女一族のリーダー。僻地で勤務医をしている元毘沙門の弟子。
天女は純血の八咫烏を生殖出来る単性種のレア魔物（モノノケ）で、八咫烏とは反対に雌しかいない。母性本能がひどく乏しく、希少種の八咫烏の子を孕んでも育てずに放棄してしまう事がある。乙星も生殖目的で毘沙門に近づいたが、結局は医療知識と技術しか与えてもらえなかった。

#### 魔王一派
白百合大殿（しらゆり おおとの）
声 - 稲田徹
身長181cm、体重70kg。
後頭部と背中に百合の花、耳たぶに白百合紋。
白百合家の現当主で、全ての魔物を統括する魔王の立場にある魔物（モノノケ）。しかし四巨頭達と比べると、まだ「若造」の部類に入る年齢。姫の兄。
極度のシスコン。姫に直接啖呵を切ることができず、姫が最近冷たい（大殿談）ことを非常に気にしている。その為か使い魔の菫や黒薔薇に甘く見られる始末。だが、先代（自分達の父親）の死後、百年に渡り魔王として魔物（モノノケ）界を統治してきた事は一応認められている。また、母親（先代東の魔女）の死後、姫が父親によって城に籠絡同然に育てられていた事と、そうしなければならなかった理由も知っているため、姫の内事情を分かっている部分もある。
100年前、魔王の座を奪った朧児によって顔に傷を付けられている。
火・水・風・地全ての属性を支配下に置き、それらの攻撃の大半を無効化できる。蝙蝠の翼に角、額に二つの目がある姿が正体。
菫（すみれ）
声 - 甲斐田裕子
身長170cm、体重49kg。
背中に白百合を象った翼。
大殿の使い魔であり恋人。ただし男である大殿には「魔女の掟」は存在しないため、実際は側近に近い。
魔獣属一角獣、つまりユニコーンであり、滅多にいないとされている女性。大殿から風（ヴァーユ）の力を与えられることで翼が生えてペガサスに変わる。
性格はクール素直。ただし良く手や足が出る。外見と性格の凛々しさからか、よく同性にモテるらしい。
玉枝（たまえ）
白百合王家で働くメイド兼臨時戦闘員で三輪山の恋人。魔獣属夢女種。白百合家に仕えているものの、基本的には三輪山を優先する。

### 敵側の魔物（モノノケ）
「太郎」と泪子によって集められた魔物（モノノケ）達。毘沙門を筆頭とする鴉天狗一族と、朧児と絹花を筆頭とする黒薔薇一派に分かれている。ただし吉祥と月彦曰く双方は仲間ではなく、ある共通する目的のために行動を共にしているだけに過ぎない。

#### 黒薔薇一派
黒薔薇朧児（くろばら ろうじ）
声 - 置鮎龍太郎 / 演 - 富永勇也（第2弾のみ）
身長188cm、体重78kg。
右肩の薔薇卍から右半身全体にからんだイバラ、背中に4輪のバラの花、いばらの冠の刺青。
黒薔薇家の生き残りで憐児の双子の兄。毘沙門と結託して戦争を起こした。
性格は傲岸不遜でいわゆる俺様。弟・憐児に対して歪んだ愛情を持ち、過去には憐児の右目を抉ったり、背中の薔薇卍の刺青を剥いだりしたことがある。また、姫に対しても特別な執着がある様子。しかし、どちらかと言えば二人に特別な思いを抱いている訳ではなく､『両方とも自分のものであるべき』という見解に近い。
100年前、白百合家の当時の当主（大殿、姫の父）を殺して魔王の座を奪った際、憐児によって左腕の変形能力を失わされているが、姫が望んだため一命は取り留めた｡（彼女自身は「清算できなかった過去」と表現）。
白百合家家臣の娘との間に生まれたとされており、幼少期はその出生故に憐児共々幽閉に近い形に置かれ、信じられるものは互いと幼馴染の絹華しかいなかった。
現在は絹華や月彦と共に行動している。
巻末4コマでは月彦に翻弄されている。
荊絹華（いばら きぬか）
朧児・月彦と行動を共にする女性の魔物（モノノケ）。高貴さと妖艶さを兼ね揃えているが、反面涙脆くて精神的に弱い部分もある。
黒薔薇家の家臣である土蜘蛛一族「荊」家の令嬢。朧児・憐児兄弟とは幼少期からの幼馴染で、後々はどちらかのお妃になるはずだった。栗色の髪に荊家の家紋でもある青い薔薇の髪留めを付けており、これはかつて二人から贈られたもの。
朧児とは性的関係があるが、それ以前に親友であり命の恩人。絹華自身は弟の憐児を愛しており、兄弟二人を呪縛する姫を心の底から憎悪している。土蜘蛛らしく地（ヒリティヴィ）の力を使って髪の毛を有刺鉄線に変化させ、相手を捕縛し地中に引きずり込むことが出来る。髪は一度切られてもすぐ伸びてくる。
満月の決戦では憐児を解放し、朧児の執着を終わらせる為に人知れず姫を捕らえて東の魔女の座を奪おうとするが、姫から百年前の『争い』の詳細と二人の本懐を知って呆然とし、さらに姫が自らの血液に仕込んでいた毒を髪の毛を通して摂取した為に死亡する。
「荊」の当主として多くの配下を率いているが、何故か全員オネェである。
月彦（つきひこ）
声 - 能登麻美子 / 演 - 堀田優希（第1弾のみ）
身長155cm、体重35kg。
背中のドクロから四肢にかけて　巻きつくように大蛇の刺青。
黒薔薇と千両を「勧誘」しに来た蛟の少年。外見年齢は小学生ほど。
300年前、千両と同じ日に同じ沼に捨てられた人間の子供。沼に元々いた蛟・流那を腹の中から食べ、“交代”した「成功例」。自分と同じように捨てられながら、真夜子に拾われてそのまま使い魔となった千両を憎んでいる。現在は黒薔薇や絹華と行動を共にしている。2丁の水鉄砲によって跳弾射撃を行ったり、千両の腕越しに弁天を撃ったりと、高い水の力を持っているよう。これは流那を食べたせいでその特性を受け継ぎ、段々と新たな蛟に体が作りかえられているからである。
また、蛟は両性具有なので、その影響も受け今では初経が始まるなどの身体の大きな変化に加えて、千両に対する「彼だけが助かった」という憎しみにも初恋に似た恋愛感情が混ざっていくようになり、精神がさらに不安定になっている。成体になってからは、見た目が完全に女性と化している。
名前の由来は長野まゆみ氏の著作の一つ、『野ばら』の主人公の名前から。

#### 烏天狗一族
毘沙門（びしゃもん）
声 - 三木眞一郎
身長183cm、体重72kg、AB型。
喉に羽根、背中から胸に12枚の翼、右足の甲に芥子の花、首の後ろに毘沙門天の梵字の刺青。
ヤタガラス三兄弟の長兄で、かつて南の魔女・砂羅の使い魔熾天使（セラフィム）・暁緒（あきお）として、四巨頭と並ぶ孤高の豪傑として知られていたが、砂羅の死後、魔女の掟によって、12枚の翼と視力を失い、現在は秩父に隠居している。
600年前、「審判の日」の「志萬家を救った天狗」。
言動は常に穏やかで柔和だが、時として弟の吉祥や部下さえも平気で切り捨てる程の冷淡な一面を見せ、恋人だった砂羅の事も足枷だったかの様に言い捨てさえする。しかし、昔からこの様な性格だったのか、それとも使い魔をやめたせいでこうなってしまったのかは本人も自覚が無い様子。
実は彼こそがZONE-00の製作者。ZONE-00による人間の汚染により、かつて魔物が地上を支配していた時代を復活させようとしている。魔女との契約におけるタブーを破り、死んだ砂羅の肉を食べることによって12枚の翼を取り戻している。四巨頭の弁天を凌ぐほどの風の使い手で、錫杖によって突風や音の礫を操る。
紅緒・吉祥（べにお・きっしょう）
声 - 中原麻衣
身長155cm、体重40kg。
右太股と背中に青い鳥、下腹に明星、おしりに吉祥天の梵字・曼珠沙華の刺青。
ヤタガラス三兄弟の末っ子で、見た目は非常に愛くるしい美少女だが男。ちぃ兄=弁天を探しに居酒屋弁天にやってきた。
全身をZONE-00に汚染された虜（ジャンキー）。ZONE-00なしでは肉体も精神も保つことができない。薬が切れると、かつて紅緒を囲っていた人間が、彼の正体を知った途端「天狗の血肉は不老不死の霊薬になる」という伝説に踊らされ、そのまま紅緒の両足と翼と内臓を切り落とし食らったときの記憶がフラッシュバックする。戦闘時は紅緒専用の特注ZONE-00により高い再生能力と戦闘力を得ている。また衣装も一変して露出度の高いデカダンなものになる。
切られた両足などは毘沙門がほぼ元通りにしたため極度のブラコンになり、彼のためならば自己犠牲も厭わない。
紅緒の肉を食べたのは菫が調査した「金星村」の住人で、全て有翼の異形に姿を変えたという。
兄がからまなければとくに害はないようで、月彦や泪子、真珠郎など、同年齢の見た目の仲間にちょっかいを出すのが好き。
慈童（じどう）
毘沙門等と行動を共にする天狗の男性。砂羅が毘沙門と出会う前に鴉天狗との間にもうけた子どもで、褐色の肌と黒髪など砂羅の特徴をよく受け継いでいる。
寡黙で、滅多に言葉を発しない。時折しゃべる言葉はこてこての京都弁。
天狗勢の中で唯一鴉でなく、梟に変化する。
妙（たえ）
鴉天狗の少女。ZONE-00に汚染されたジャンキーであり、高い戦闘能力を持つ。幼児体形で貧乳。
蛍と一戦を交えた後、彼に恋をした様子。しかし指摘された足の太さを気にしており（巻末より）、トレーニングによって足を細くする努力をしている模様。その後満月の決戦にて努力が報われ相思相愛となるが、壮絶な戦いの末相打ちとなる。
表では絹花と同じ学校に通っており、眼鏡をかけている。

#### その他の魔物(モノノケ)
泪子（るいこ）
朧児等と行動をともにするロシア出身の北の魔女。いわゆる「先祖返り」と呼ばれる隔世遺伝によって生まれた。先代の北の魔女・鈴子に生き写しの姿をしており、両端と前髪がひと房だけ長い赤毛と右頰に二つ並んだ赤い雫形の痣がある。言動は無邪気だが、時として冷酷さを含んでいる事がある。
もう一人の鬼・太郎の仮の依りしろとなっており、太郎は泪子を通して朧児たちに言葉を伝えている。まだ子を生める体でないため、魔女でありながら鬼（太郎）と一緒に行動できる。外見イメージは赤頭巾で、象徴花は椿。
当初は持ち前の魅力と才気でマフィア内を転々としながら生活していた所を、武者修行に来た真珠郎に見初められて『魔女』の能力と自覚に目覚める。ちなみに「泪子」という名前は真珠郎が付けた日本語風の名前で、マフィア時代は正式な名前がなく、代わりに「雪娘(スネグーラチカ)」や「涙(スリヨーズ)」などの敬称で呼ばれていた。
従来の魔女の掟と使い魔との関係を嫌っており、本当に好きな人でないと使い魔にしたくないと宣言している。
鈴子の思考もそのまま受け継いでいるのか、叢雲に執着しているかの様な部分が断片的に見られる。
真珠郎（しんじゅろう）
泪子と行動を共にする双角獣(バイコーン)の少年。先代の北の魔女の使い魔と同種族。魔物姿は白い毛並みに赤い目のうさぎ、もしくは二角の禍々しい馬の姿。
性格は真面目で、月彦や吉祥のマイペースさにイライラしていることが多い。
泪子が大好きで、自分から「魔女の掟」の使い魔になりたがっているが、本人からはやんわりと拒否されている。それでも「生まれる前から自分の生命は彼女（泪子）のもの」と言い張るなど、その思いは一途。
正体は毘沙門によって生み出された『造られた魔物（モノノケ）』で、年齢は魔物（モノノケ）としてはまだ若い十四。武者修行として海外をまわっていた所、北の魔女・泪子を見つけ出し連れて帰ってくる。

### 今は亡き魔物（モノノケ）
浄阿弥（きよあみ）
声 - 中井和哉
身長186cm、体重78kg。髪は九浄と同じ赤毛。眼は、タレ目で銀色。趣味は、昆虫観察（羽虫より甲虫派）。
背中に真ッ赤な大輪の牡丹の刺青。
かつて紺之介とともに一時代を築いた伝説の「赤鬼」。500年前、当時の志萬家の花嫁・夢を巡って志萬家当主と争い、双方刺し違えて死亡。そして500年後、三郎の体を借りて黄泉還る。
性格は大胆不敵な戦闘狂で、女と酒が大好き。
死亡した当時、既に夢との間に双子の赤子を成していた。そのうち金髪の子供は、そのまま志萬家に拾われ育てられ、現在の志萬家が鬼の血を引いているのはこのためである。
また、赤毛の子供は紺之介が拾い、彼の独断で、浄阿弥の幼名と同じ「太郎」という名前をつけられ育てられる。
鬼の特性上、女好きで、魔女を見たら手を出さずにはいられないはずなのだが、黄泉還っても真夜子・姫に興味を示さない。夢が特別な存在であることは間違いない。
もったいぶった口調で話すものの、四巨頭としゃべる時などは素にもどっている。
落花（らっか）
声 - 白石涼子
黒薔薇王家付きの顧問錬金術師。かなり年老いた魔物（モノノケ）で身体が不自由な為車椅子に乗っており、左腕以外は動かない。
かつて西行法師という名で朝廷に仕え人間と共に暮らして来たが出家し、その後何百年に渡って各地を放浪したのち黒薔薇王家に行き着き、当代魔王朧児の元でホムンクルス・朧車の研究と開発に精を注ぎ、最高傑作となる風姉弟を作り出す。
流那（るな）
叢雲の前任の「四巨頭」で弁天の母親。水(ヴァルナ)の一角として龍の兵隊を従えた水の女王で通称「乙姫」。滅多に会った事のない息子にも厳しい言葉を投げかける。喰らったはずの月彦に逆に腹の中から食われて取って代わられてしまう。
鈴子（りんこ）
泪子の先代の北の魔女。浄阿弥の母親で赤毛にショートカットの少女。
はるか昔、北欧から渡ってきた叢雲を助け、行動を共にしていた。叢雲とは男女関係にはなかったが、お互いに心が通じあっていた。
鈴子側から契約を持ちかけるも二人の属性が合わず、叢雲が彼女を思いやって使い魔を拒否する（属性さえあえばやっても良かった様子）。
しかし、その事で彼女の守りはなくなり、さらに鈴子自身も叢雲を諦められなかったために使い魔もいなくなった事で鬼に目をつけられて清阿弥を孕まさせられ、出産したことが原因で死亡している。
砂羅（さら）
南の魔女として知られていたが、600年前志萬家の者に殺される。夜のような肌と髪を持つ盲目の美女で毘沙門の元恋人で、頭から薄布のベールを被っている。象徴花は柘榴で、外見イメージの詳細は不明だが、恐らく千夜一夜物語だと思われる。
沖野小夜子（おきの さよこ）
先代の西の魔女で真夜子の母親。刺青は首にある。娘が自分の使い魔と密通して子を身籠った事に逆上し殺害しようとするが、良心の呵責に耐えかねた使い魔によって逆に殺される。

## 用語解説
凶払い（エクソシスト）
志萬家を筆頭に魔物（モノノケ）狩りを生業とする一族の総称。本来は「魔物（モノノケ）と人間の中立となり秩序と平穏を保つための存在」。払い師と名乗ってはいるが、実質秩序を乱そうとした魔物（モノノケ）を容赦なく狩り殺す。安周によると志萬家配下の凶払い（エクソシスト）は世界中にいるらしい。
斬輪具人形（キリングドール）
フランケンシュタイン家が、志萬家の庇護と命を受けて造り上げた機械人形。基本的に主人と創主の命令には絶対忠実。中でも戦闘用に特化した斬輪具人形はSMR型(サムライがた)と呼ばれている。また素体は全てフランケンシュタイン家関係者の死体。通称「フランケンシュタイン家の怪物」。
魔物（モノノケ）
本作に登場する妖怪の総称。動物の姿と人の姿、双方が合わさった本来の姿と三通りに変化する。上級にいくほど人に近い姿を保てる。
また、魔物(モノノケ)は四つある属性「地（ヒリディヴィ）」、「水（ヴァルナ）」、「火（アグニ）」、「風（ヴァーユ）」のいずれかの力を持つ。
魔女（まじょ）
人の姿をした女性の魔物（モノノケ）で、特別な力を持った四属性の頭。東西南北にそれぞれ1人ずつ配置されている。月の満ち欠けによって魔力が弱まる時がある。「鬼」と交わることで自身の命と引き替えに、「鬼」を生み出すことが出来る唯一の存在。他の魔物（モノノケ）とも子を成すことも出来るが、その際産まれた子供は必ず父親の「属性」を受け継ぐ。
魔女自身は単身生殖で、寿命である千年に一度だけ「生き写しの娘」を産む事で血は受け継がれる。泪子の様に先祖返りで産まれる魔女もいる模様。
使い魔（つかいま）
魔女と主従の契約を交わし、配下となった魔物（モノノケ）。元は魔女を鬼から守るための存在であり、作中ではその関係を「姫（プリンセス）と騎士（ナイト）」に置き換えられている。
主従契約は互いの肉体で物理的に交わされ、使い魔の肉体が戦いで傷ついた場合は、主である魔女が自分の肉体で恩恵を与え癒す。ただし、双方は命そのものに繋がりはなく、使い魔が死亡しても魔女に影響は無い。だが、反対に魔女が死亡すると生き延びた使い魔は主を守れなかった代償として自分の武器（獣ならば牙と爪、鳥ならば翼）と視力を奪われ、事実上魔物（モノノケ）として破滅する。その回避方法は死んだ魔女（自分の主）の死肉を喰らうという禁忌を犯す事。
また使い魔にも相性があり、同じ属性同士の魔女と魔物（モノノケ）は主従関係を結べない。
魔王（まおう）
魔物（モノノケ）の世界を統べる絶対なる王。方相氏と呼ばれる額の目と角、背中の翼が特徴。作中では黒薔薇家と白百合家が権力を争っており、現在は白百合家が握っている。
四巨頭（よんきょとう）
魔王直属の配下である四体の魔物（モノノケ）。四属性の中でも特に絶対なる力を持った魔物（モノノケ）が選ばれる。現時点の四巨頭は白狐(紺之介)、叢雲、三輪山、弁天の4人。元四巨頭には「鬼」浄阿弥と「乙姫」流那がいる。
審判の日（しんぱんのひ）
600年前の応永元年夏に志萬家が天狗によって滅ぼされかけ、天狗によって救われた事件。
その詳細は菊緒（弁天）が砂羅を殺された復讐のため志萬家を皆殺しにするが、最後の一人（当時の志萬家跡取り）を手にかけようとした所を暁緒（毘沙門）が止めた事で収束した事による。この一件で毘沙門は翼と視力を失い、弁天は鞍馬山を追放された。また、この時から今日まで志萬家は天狗にだけは手を出していない。
瘴気（しょうき）
魔物（モノノケ）達が持つ “気” の様なもの。上級にいくほど濃い瘴気を放つので、下級の魔物（モノノケ）相手ならばそれだけで相手を怯ませたり、威圧させて服従させる事も可能。人間には無感知だが、斬輪具人形は内蔵されたセンサーで瘴気を察知する事が出来る。
人間が長時間浴びると精神ダメージを負い、軽い例ではその場に立っていられなくなる。さらに深刻化すると高熱や寒気、目眩といった風邪に近い症状が三日三晩続き、その後は死ぬか全てを忘れるかのどちらかである。
叢雲や毘沙門の様に嗅覚に突出した魔物（モノノケ）からは、しばしば花や香木の香りで表現される事もある。
逢魔が時商店街（おうまがときしょうてんがい）
本作の主な舞台となる商店街。東京都の高円寺駅前にある白狐の雑貨屋『ゴビ』と弁天の居酒屋がある店が入り口。人間と魔物（モノノケ）が共存して暮らしている数少ない場所の一つ。
『ゴビ』で売られている服はこの商店街に入る為の通行許可証の様なもので、県外から来た常人は入ることが出来ない。
ZONE-00（ゾーンゼロゼロ）
タイトルにもなっている薬。本作のキーアイテムにあたる。東京内を中心に若者の間で流行っている薬物で「ゼロの境界へと誘う」という名目で売られているためこう呼ばれている。
その正体は毘沙門が『太郎』の命令で魔物（モノノケ）の体液や血肉を使用して作り出した毒薬。人間が服用すると身体を一瞬にして魔物（モノノケ）に書き変えられるため、自我のない怪物となり暴走する。
反対に魔物（モノノケ）が服用すると、身体能力が向上しどんな重傷を負っても一瞬で治るが、代わりに魔物（モノノケ）が一番思い出したくない記憶を悪夢の形で映し出す。また、長期間大量に服用し続けると “虜（ジャンキー）” になり、ZONE-00なしでは肉体も精神も保てなくなる。

## 書誌情報
- ゼロコミックス（ビブロス発行）版
  1. 2005年2月5日発売、ISBN 978-4-83-521707-9
  2. 2006年2月4日発売、ISBN 978-4-83-521857-1
- あすかコミックスDX（角川書店発行（現・KADOKAWA））版
  1. 2007年5月26日発売、ISBN 978-4-04-854069-8
  2. 2007年5月26日発売、ISBN 978-4-04-854070-4
  3. 2007年5月26日発売、ISBN 978-4-04-854089-6
  4. 2008年5月26日発売、ISBN 978-4-04-854173-2
  5. 2009年1月26日発売、ISBN 978-4-04-854278-4
  6. 2009年9月26日発売、ISBN 978-4-04-854373-6
  7. 2010年3月26日発売、ISBN 978-4-04-854456-6
  8. 2011年3月26日発売、ISBN 978-4-04-854613-3
  9. 2012年2月23日発売、ISBN 978-4-04-120144-2
  10. 2012年11月21日発売、ISBN 978-4-04-120466-5
  11. 2013年9月21日発売、ISBN 978-4-04-120860-1
  12. 2014年9月26日発売、ISBN 978-4-04-102102-6
  13. 2015年9月26日発売、ISBN 978-4-04-103439-2
  14. 2016年9月26日発売、ISBN 978-4-04-104814-6
  15. 2017年11月24日発売、ISBN 978-4-04-106192-3
  16. 2019年2月23日発売、ISBN 978-4-04-107809-9
  17. 2019年10月24日発売、ISBN 978-4-04-108769-5
  18. 2020年7月21日発売、ISBN 978-4-04-109617-8
  19. 2021年5月24日発売、ISBN 978-4-04-111447-6
  20. 2022年9月24日発売、ISBN 978-4-04-112659-2

## ミュージカル
『トワイライト・ミュージカル ZONE-00』として、第1弾「満月」が東京都 CBGKシブゲキ!!を会場に2019年7月14日～21日にかけて、第2弾「月食」（つきはみ）が東京都 シアターサンモールを会場に2019年9月14日～23日にかけて公演。映劇通信販売にてDVDが発売。主演キャストは#登場人物を参照、その他の役名のないキャストは割愛。
スタッフ
- 脚本：喜多村太綱（第1弾・第2弾 共通）
- 演出：村田こけし（第1弾・第2弾 共通）
- 音楽：TALK ABOUT（第1弾）、印南俊太朗（第2弾）